# It’s a Long Way to the Top (If You Wanna Rock ’n’ Roll)
«It’s a Long Way to the Top (If You Wanna Rock ’n’ Roll)» (в пер. с англ. — Долог путь на вершину (если хочешь играть рок-н-ролл)) — четвёртый в общем и второй с альбома T.N.T., сингл австралийской хард-рок-группы AC/DC, вышедший 8 декабря 1975 года на лейбле Albert Productions.

## О сингле
Она является первым треком альбома T.N.T. и международной версии альбома High Voltage. Записана и выпущена в декабре 1975 года. Авторами песни являются Ангус Янг, Малькольм Янг и Бон Скотт.
В альбоме T.N.T. песня отличается объединением волынки с электрогитарой, барабанами и басом, а в середине песни происходит дуэт волынки и электрогитары. Исполнена в си-бемоль мажоре.
Немного короче версия песни в международном издании альбома High Voltage, выпущенного в мае 1976 года. Эта же версия была перезаписана на CD в 2003 году. Другие выпущенные CD включают полную версию песни.
Также «It’s a Long Way to the Top (If You Wanna Rock ’n’ Roll)» была включена в CD-версию сборников Volts и Bonfire (выпущенных в 1997 году).
Песня была визитной карточкой Бона Скотта, который также играл на боковом барабане в Coastal Scottish Pipe Band WA в 1960-х. Вокалист AC/DC, Брайан Джонсон, не исполняет данную песню из-за уважения к предшественнику.

## Видеоклип
Видеоклип на песню «It’s A Long Way To The Top (If You Wanna Rock ’n’ Roll)» был снят 23 февраля 1976 года на австралийской музыкальной телевизионной программе «Countdown». В нём демонстрировался текущий состав AC/DC вместе с членами группы Rats of Tobruk Pipe Band (Алан Баттерворта, Лес Кенфилд и Кевин Конлонна) в кузове грузовика, движущегося по Суонстон-стрит в Мельбурне, Австралия. Видео было дублировано вместе со студийным альбомом T.N.T. и доступно на сборнике видео Family Jewels.
Режиссёром клипа был Пол Дрейн, оператором — Дэвид Олни.

## Популярность
В мае 2001 года австралийская ассоциация прав исполнителей (APRA) отметила своё 75-летие, назвав лучшие австралийские песни всех времен, в соответствии с решением 100 членов заседавшей комиссии. «It’s a Long Way to the Top (If You Wanna Rock ’n’ Roll)» заняла девятое место в списке. Песня регулярно играла во время перерывов на матчах австралийской футбольной лиги матчи на стадионе ANZ в Сиднее.
В 2010 году эта песня заняла третье место в Triple M’s 500 Ultimate Rock Countdown в Мельбурне, Австралия. В первую пятёрку вошли песни AC/DC.

## Список композиций
| №  | Название                                                  | Длительность |
| -- | --------------------------------------------------------- | ------------ |
| 1. | «It’s a Long Way to the Top (If You Wanna Rock ’n’ Roll)» | 4:41         |

| №  | Название                     | Длительность |
| -- | ---------------------------- | ------------ |
| 1. | «Can I Sit Next to You Girl» | 4:12         |

## Участники записи
AC/DC:
- Бон Скотт — вокал, волынка
- Ангус Янг — соло-гитара
- Малькольм Янг — ритм-гитара, бэк-вокал
- Марк Эванс — бас-гитара, бэк-вокал
- Фил Радд — ударные

Технический персонал:
- Гарри Ванда — продюсер
- Джордж Янг — продюсер